# Pierre Rousseau (1716-1797)
Pour les articles homonymes, voir Pierre Rousseau et Rousseau.
Pierre Rousseau (Oudon, 1716 - Nantes, 24 mai 1797) est un architecte français.

## Biographie
Il épouse Rose Barbier et est le père de l'architecte Pierre Rousseau (1751-1829).

## Principales réalisations
L'architecte a mené sa carrière principalement à Nantes. Trois œuvres de Pierre Rousseau y sont inscrites ou classées au titre des monuments historiques :
- sur le quai de la Fosse : la maison Trochon (1741), au no 17[2],[3], et l'hôtel Durbé (1756), au no 86[4],[5] ;
- au no 16 de l'allée Duguay-Trouin : le temple du Goût (1754)[6].

Il a également conçu un immeuble pour le compte de René Darquistade au no 3 de la place de la Bourse.